# Piper PA-31T Cheyenne
El Piper PA-31T Cheyenne es un avión utilitario bimotor construido por el fabricante aeronáutico estadounidense Piper Aircraft a partir del PA-31P Pressurized Navajo. Originalmente, estaba previsto que la aeronave fuese una actualización del Pressurized Navajo con un cambio a una planta motriz autopropulsada, siendo elegidos los motores Pratt & Whitney Canada PT6A-28. Sin embargo el diseño evolucionó, recibiendo diversas actualizaciones, como mejoras aerodinámicas y extensión del fuselaje. El PA-31T posteriormente daría lugar al desarrollo del PA-42 Cheyenne III y IV.

## Variantes
PA-31T CheyenneVersión inicial del Cheyenne, equipado con dos motores Pratt & Whitney Canada PT6A-28 de 620-shp (462-kW).
PA-31T-1Denominación original del PT-31T Cheyenne II. Equipado con dos motores Pratt & Whitney Canada PT6A-II de 500-shp (373-kW).
PA-31T Cheyenne IIVersión mejorada del Cheyenne I, equipado con dos motores Pratt & Whitney Canada PT6A-28 de 620-shp (462-kW).
PA-31T2 Cheyenne IIXLVersión de fuselaje alargado, equipada con dos motores Pratt & Whitney  Canada PT6A-135 de 559-kW.

## Especificaciones (PA-31T)
Referencia datos: Jane's all The World's Aircraft 1976–77

### Características generales
- Tripulación: 1 o 2
- Capacidad: de 5 a 6 pasajeros
- Longitud: 10,6 m (34,7 ft)
- Envergadura: 13 m (42,7 ft)
- Altura: 3,9 m (12,8 ft)
- Superficie alar: 21,3 m² (229,3 ft²)
- Peso vacío: 2209 kg (4868,6 lb)
- Peso máximo al despegue: 4082 kg (8996,7 lb)
- Planta motriz: 2×  Pratt & Whitney PT-6-28. cada uno.

### Rendimiento
- Velocidad máxima operativa (Vno): 525 km/h (326 MPH; 283 kt)
- Velocidad crucero (Vc): 393 km/h (244 MPH; 212 kt)
- Velocidad de entrada en pérdida (Vs): 142 km/h (88 MPH; 77 kt)
- Alcance: 2739 km (1479 nmi; 1702 mi)
- Techo de vuelo: 8840 m (29 003 ft)
- Régimen de ascenso: 14,2 m/s (2795 ft/min)

### Desarrollos relacionados
- Piper PA-31 Navajo
- Piper PA-42 Cheyenne

### Aeronaves similares
- Beechcraft Queen Air
- Cessna 402
- Cessna 414
- Aero Commander 500